# Nassella novari
Nassella novari är en gräsart som beskrevs av Maria Amelia Torres. Nassella novari ingår i släktet nassellor, och familjen gräs. Inga underarter finns listade i Catalogue of Life.